# 2022 UR4
2022 UR4 és un petit asteroide proper a la Terra que va fer una aproximació extremadament propera a 0,044 distàncies lunars (17,000,000 km; 11,000,000 mi) des del centre de la Terra el 20 d'octubre de 2022 a les 22:45 UTC. Va ser descobert unes 14 hores abans de l'aproximació més propera pel Asteroid Terrestrial-impact Last Alert System (ATLAS) Telescopi d'exploració a l'Mauna Loa Observatory, Hawaii el 20 de novembre de 2022. Durant l'aproximació propera, l'asteroide va passar per sobre de l'hemisferi nord de la Terra i va assolir un màxim de brillantor de magnitud 10, només 40 vegades més feble que el llindar de visibilitat a ull nu.